# Staurocladia wellingtoni
Staurocladia wellingtoni är en nässeldjursart som beskrevs av Peter Schuchert 1996. Staurocladia wellingtoni ingår i släktet Staurocladia och familjen Eleutheriidae. Inga underarter finns listade i Catalogue of Life.